# Караванская, Оксана Олеговна
Окса́на Оле́говна Карава́нская (укр. Оксана Олегівна Караванська; род. 16 апреля 1966, Львов, СССР) — украинская предпринимательница, модельер и стилистка, а также бывшая ведущая программы «Модный приговор».
Для её дизайнов характерны национальные мотивы, например, Караванская выпустила несколько коллекций украинских вышиванок ручной работы. В то же время, она отмечает, что всегда стремиться привнести новые элементы в традиционные узоры, сочетает их с современным кроем и не хочет называться «этнодизайнером».
С 2021 года предпринимательница сотрудничает с Ксенией Уманской, весной 2023 года их совместная коллекция была представлена на Неделе моды в Париже.

## Биография

### Ранние годы
Оксана родилась 16 апреля 1966 года во Львове в семье математиков. С ранних лет у неё была тяга к индустрии моды. В интервью Караванская рассказала, что в детском саду девочки часто просили её нарисовать принцесс в разных нарядах, а дома она любила шить одежду для кукол.

### Образование
В школе Оксана была отличницей. Её отец, профессор математики, отправлял дочь на дополнительные занятия и олимпиады по этому предмету, а также хотел, чтобы она получила математическое образование, продолжив семейную традицию. Однако Караванская настояла на своём выборе. Проекту The Ukrainians она рассказала историю о том, как с трудом поступила в Львовскую национальную академию искусств. Оксана решила стать дизайнером в десятом классе, когда попала в мастерскую художника, преподававшего моделирование одежды, и увидела на стенах эскизы, очень похожие на её рисунки. Тогда до поступления уже оставалось меньше года, а для прохождения творческого конкурса требовались готовые работы, которых у Караванской не было. Художник хотел поддержать её, поэтому поделился с Оксаной эскизами из своей мастерской, чтобы она показала их приёмной комиссии. Благодаря его помощи и высоким результатам на экзаменах Караванская смогла поступить в Академию.
Во время обучения она часто пропускала занятия, потому что считала их неинтересными, за это девушку трижды пытались исключить. Сама она описывала этот период так:
Я училась во Львовской академии искусств, где нас воспитывали на традиционных узорах. Не дай Бог, что-то перерисовать на свой лад! Это скандал, потому что ты поднял руку на святое, на вечное, на традиции наших предков. Однако параллельно я воспитывалась своими бабушками, которые вышивали для себя и своих родных замечательные рубашки, но при этом всегда пытались внести в те узоры что-то свое. Ведь лучшая вышиванка та, подобной которой никто не имеет.
Оригинальный текст (укр.)Я навчалась у Львівській академії мистецтв, де нас виховували на традиційних узорах. Не дай Боже щось перемалювати на свій лад! Це скандал, бо ти підняв руку на святе, на вічне, на традиції наших предків. Проте паралельно я виховувалась своїми бабусями, які вишивали для себе і своїх рідних чудові сорочки, але при цьому завжди намагались внести у ті взори щось своє. Адже найкраща вишиванка та, подібної якій ніхто не має.
В студенческие годы Караванская сдружилась с командой ватерполистов. Вместе со спортсменами она ездила на спектакль в Москву, где через их коллег познакомилась со Славой Зайцевым. В 1996 году Оксана окончила Академию.

### Личная жизнь
Её первый брак закончился разводом. Второй раз Караванская вышла замуж за предпринимателя и профессора Богдана Левчука. У пары два ребёнка — Маричка и Святослав.

## Карьера

### 1990-е: студенческий бизнес, Кировоград, конкурсы и регистрация собственного бренда
В студенчестве она вместе со своими однокурсниками основала «Театр моды», в рамках которого студенты-дизайнеры организовывали представления для демонстрации одежды. Позже они создали «Объединение Престиж». Дизайнеры договорились об изготовлении одежды в швейном училище и убедили комсомол выделить им магазин, чтобы продавать свою продукцию под брендом «Молодёжный». Так студенты заработали около 700–800 рублей, но им отказались платить. Караванская обратилась в обком комсомола с требованием вмешаться, об этой ситуации появилось несколько публикаций в СМИ, и в итоге с дизайнерами рассчитались.
После учёбы Караванскую распределили на фабрику в Кировоград. Местное руководство было готово дать ей открепление во Львов, только если девушка получит разрешение от министра лёгкой промышленности. Она записалась к нему на приём, принесла свои работы и смогла убедить министра направить её в Львовский экспериментальный дом моделей.
В начале 90-х на конкурсе модельеров в Таллине Караванская представила свою первую коллекцию, но призовое место не заняла. Там же она познакомилась с Пако Рабаном. В 1996 году предпринимательница стала финалисткой конкурса Alta-Moda, председателем жюри которого был Пьер Карден, после чего вошла в состав Экспертного комитета Украинского Совета Моды.
В 1997 она открыла авторский бутик «Оксана Караванская», а в 1998 году основала одноимённую компанию. Первым крупным заказом для предприятия стала форма для муниципальной милиции Шевченковского района. В процессе работы над ней сотрудницы прислушались к просьбам некоторых полицейских, которые хотели получить комплекты одежды с нестандартными элементами. В итоге униформа не была одинаковой. Чтобы это исправить, её пришлось перешить за несколько дней. По словам Караванской, тогда она поняла, что не хочет заниматься массовым производством.
С коллекцией Vade mecum предпринимательница в 1999 году дебютировала на украинской неделе прет-а-порте и стала обладательницей титула «Открытие сезона».

### 2000—2019: международная деятельность, «Модный приговор» и книга
В 2001 г. она получила титул лучшего стилиста года в категории клипмейкинга, через год выиграла Гран При на конкурсе «Хрустальный Силуэт» за лучшее платье, а в 2003 г. представила свою коллекцию на Российской неделе моды.
Караванская создала линию детской одежды OK’IDS by oksanakaravanska в 2005 году. Позже она представила коллекцию Haute Couture для закрытия полуфинала и финала «Евровидения-2005» в Киеве. В 2006 году предпринимательница стала первым украинским дизайнером, презентовавшим свои авторские духи.
В программе «Модный приговор», выходившей в 2008 году на украинском телеканале «Интер», она была одной из ведущих. Коллекция авторского бренда Караванской была представлена на Неделе моды в Киеве в октябре 2009 года.
Со временем вышиванки заняли важное место в её творчестве, однако в начале карьеры предпринимательница ими не занималась. При создании первой коллекция вышиванок в 2015 году она использовала старинную одежду, вырезав из неё уцелевшие части, которые затем были перенесены на новые вещи. Некоторые критики посчитали это варварством, но коллекция имела коммерческий успех. В том же году во Львове была издана написанная Караванской «Стильная книжка для барышни» (укр. Стильна книжка для панянки) c советами о моде для девочек 7–14 лет. В 2016 году коллекция из линии Vyshyvanka Couture была представлена на благотворительном вечере, организованном Украинским Католическим Университетом в Париже.

### 2020—н.в.: сотрудничество с Уманской и благотворительность
В 2020 году она приняла участие в арт-проекте «ВишиванкаDAY», который был запущен 21 мая в честь Дня вышиванки каналом «Украина» и газетой «Сегодня» в сотрудничестве с дизайнерами. В рамках проекта знаменитости из Украины и других стран позировали для фото в вышиванках. Караванская создала наряды для Дженнифер Лопес и Билли Айлиш.
20 мая 2021 года в Киеве она представила новый бренд Misstitchic в коллаборации с текстильным дизайнером Ксенией Уманской — выпускницей London College of Fashion и дочерью бывшего министра финансов Украины Игоря Уманского. Первая коллекция под названием Existential Fashion Error была создана в поддержку благотворительного фонда «КРАН» и его инициативы «Будь мощной на 300W(omen)». Создательницы изобразили на одежде части тела человека, чтобы собрать средства на протезы для военных, лишившихся возможности ходить, а также поставить под вопрос этичность модных тенденций, связанных с модификацией тела.
После начала полномасштабного вторжения России они разработали дизайн голубей мира, которые получили имена: Голубь Надежды, Голубь Сопротивления и Голубь Украина. Принты с птицами были напечатаны на футболках с авторской подписью Караванской, чтобы привлечь внимание к проблеме. Также она провела ряд благотворительных показов, в том числе в США, где была представлена коллекция вышиванок Ukrainian Code.2023 с целью сбора средств на закупку медицинского оборудования для украинских больниц.
Коллекция бренда Karavanska Umanska была представлена на парижской Неделе моды в марте 2023 года.